# Хенриета Августа фон Липе-Детмолд
Хенриета Августа фон Липе-Детмолд (на немски: Henriette Auguste zu Lippe-Detmold; * 26 март 1725, Детмолд; † 5 август 1777, Норбург, Шлезвиг-Холщайн) е графиня от Графство Липе-Детмолд и чрез женитба херцогиня на Шлезвиг-Холщайн-Зондербург-Глюксбург (1745 – 1766).

## Живот
Дъщеря е на граф Симон Хайнрих Адолф фон Липе (1694 – 1734) и съпругата му принцеса Йохана Вилхелмина фон Насау-Идщайн (1700 – 1756), дъщеря на принц Георг Август фон Насау-Идщайн и принцеса Хенриета Доротея фон Йотинген-Йотинген.
Хенриета Августа се омъжва на 19 юни 1745 г. в Детмолд за херцог Фридрих фон Шлезвиг-Холщайн-Зондербург-Глюксбург (* 1 април 1701, Глюксбург; † 10 ноември 1766, Глюксбург), най-големият син на херцог Филип Ернст фон Шлезвиг-Холщайн-Зондербург-Глюксбург (1673 – 1729) и първата му съпруга принцеса Кристиана фон Саксония-Айзенберг (1679 – 1722).
Тя умира на 5 август 1777 г. на 52 години в Норбург и е погребана в Глюксбург.

## Деца
Хенриета Августа и Фридрих имат децата:
- София Магдалена (* 22 март 1746, Глюксбург; † 21 март 1810, Вале), абатиса на Вале през 1782
- Фридрих Хайнрих Вилхелм (* 15 март 1747; † 13 март 1779), херцог на Шлезвиг-Холщайн-Глюксбург, женен на 9 август 1769 г. в Саарбрюкен за принцеса Анна Каролина фон Насау-Саарбрюкен (1751 – 1824)
- Луиза Шарлота (* 5 март 1749;† 30 март 1812), омъжена на 26 юли 1763 г. в Глюксбург за княз Карл Георг Лебрехт фон Анхалт-Кьотен (1730 – 1789)
- Юлиана Вилхелмина (* 30 април 1754; † 13 септември 1823), омъжена на 17 юли 1776 г. в Глюксбург за княз Лудвиг фон Бентхайм-Щайнфурт (1756 – 1817)
- Симон Лудвиг (* 21 юни 1756, Глюксбург; † 2 септември 1760, Глюксбург)
- Хенриета Августа (*/† 3 юни 1757)
- Луиза Кристиана Каролина (* 16 февруари 1763)